# Władysław Zajewski
Władysław Zajewski (ur. 26 lipca 1930 w Wilnie) – polski historyk, profesor w Instytucie Historii PAN, poeta.

## Życiorys
Urodził się w rodzinie Henryka (zm. 1934) i Anny z Andrzejewskich. Od 1937 uczęszczał do Szkoły Powszechnej nr 5 w Wilnie.
Po wojnie, w 1948 ukończył Szkołę Podstawową nr 49 w Łodzi. Naukę kontynuował w XI Liceum Państwowym w Łodzi, gdzie w 1951 złożył egzamin dojrzałości. W 1955 ukończył studia historyczne na Wydziale Filozoficzno-Historycznym Uniwersytetu Łódzkiego, w roku 1961 doktoryzował się na podstawie rozprawy pt. Wolność druku i rola opinii publicznej w powstaniu listopadowym. Habilitację uzyskał na Uniwersytecie Mikołaja Kopernika w 1967 na podstawie rozprawy pt. Walki ugrupowań politycznych w powstaniu listopadowym 1830–1831. W 1981 otrzymał tytuł naukowy profesora nadzwyczajnego, a w 1991 został mianowany na stanowisko profesora zwyczajnego w Instytucie Historii PAN, w którym pracował w latach 1963–2000, od 2006 profesor zwyczajny w Ateneum (Gdańsk).
W okresie od jesieni 1955 do stycznia 1960 był nauczycielem w łódzkich szkołach. Od 1960 pracował w Wyższej Szkole Pedagogicznej w Gdańsku na stanowisku starszego asystenta w Katedrze Historii Polski i Powszechnej.
Członek Gdańskiego Towarzystwa Naukowego, współredaktor półrocznika „Universitas Gedanensis”, stały współpracownik  kwartalnika literacko-kulturalnego Znad Wilii, którego nr 1(81) z 2020 został jemu dedykowany z okazji jubileuszu 90-lecia.
Autor ponad 650 publikacji drukowanych (książki, artykuły, eseje, recenzje naukowe). Recenzent licznych przewodów doktorskich i habilitacji. Stypendysta naukowy PAN we Francji i Belgii.

## Twórczość

### Publikacje
Ważniejsze publikacje tego specjalisty wieku XVIII i XIX to:
- Powstanie Listopadowe 1830–1831. Dzieje wewnętrzne – Militaria – Europa wobec powstania pod red. Władysława Zajewskiego, PWN, Warszawa 1980 (wyd. II 1991), praca wyróżniona nagrodą naukową Sekretarza Naukowego PAN;
- Trzy powstania narodowe pod redakcją i z udziałem Władysława Zajewskiego, Stefana Kieniewicza i Andrzeja Zahorskiego, wyd. V, Książka i Wiedza, Warszawa 2006;
- W kręgu Napoleona i rewolucji europejskich, Czytelnik, Warszawa 1984;
- Europa i świat w epoce Restauracji, Romantyzmu i Rewolucji 1815–1849 z udziałem i pod redakcją naukową W. Zajewskiego, t. I-II, Wiedza Powszechna, Warszawa 1991;
- Józef Wybicki: konfederat – organizator Legionów – mąż stanu w dobie Napoleona, wyd. IV, Toruń 2003;
- Powstanie Listopadowe (Polityka – Wojna – Dyplomacja), Marszałek, Toruń 2003;
- Wolne Miasto Gdańsk pod znakiem Napoleona, Littera, Olsztyn 2005;
- Polska – Belgia – Europa, Littera, Olsztyn 2007.
- współautor Historii dyplomacji polskiej X-XX w. pod redakcją G. Labudy i W. Michowicza, Wyd. Sejmowe 2002.

Drukował także w Tygodniku Powszechnym,  Znad Wilii   i Znaku w latach 1957–1962.
W swoich publikacjach Władysław Zajewski  stawiał trudne pytania wobec przeszłości, wykazuje maksimum krytycyzmu w stosunku zarówno do źródeł, jak panujących ustaleń w historiografii, podejmował trud nowej interpretacji, która w jego sumieniu jest najbliższa prawdy.

### Poezja
- Most Przechodni – Wilno – Nowy Świat (Marpress, Gdańsk 2007) – tom poezji autobiograficznej
- Z Horacym opuściłem miasto moje, Marpress, Gdańsk 2008
- Morze ciemne jak wino, Wyd. Agni, Pruszcz Gdański 2009
- W cieniu Horacego, Wyd. Agni, Pruszcz Gdański 2010
- Chłopiec z Wilna, Wyd. Agni, Pruszcz Gdański 2011
- Ulica Śniegowa (Wilno), ISBN 978-83-65769-00-8, Pruszcz Gdański 2017
- Szukam Cichej Ulicy, ISBN 978-83-65769-28-2, Gdańsk 2020

## Ordery i odznaczenia
- Krzyż Oficerski Orderu Odrodzenia Polski (1997)
- Krzyż Kawalerski Orderu Odrodzenia Polski (1992)
- Złoty Krzyż Zasługi (1978)
- Medal Księcia Mściwoja II (2011)[5]

Źródło:.

## Nagrody
- Nagroda Prezydenta Miasta Gdańska w Dziedzinie Kultury (2000)[6]